# Puelia dewevrei
Puelia dewevrei, trajnica iz porodice trava, potporodica Puelioideae. Hemikriptofit koji raste po zapadnoj središnjoj tropskoj Africi.